# Katharine Blunt
Katharine Blunt (28 de maio de 1876 - 29 de julho de 1954) foi uma química, professora e nutricionista americana especializada nas áreas de economia doméstica, química de alimentos e nutrição. A maior parte de sua pesquisa foi sobre nutrição, mas ela também fez grandes avanços nas pesquisas sobre o metabolismo do cálcio e do fósforo e sobre o metabolismo basal de mulheres e crianças. Ela serviu como terceira presidente do Connecticut College.

## Morte
Depois que Blunt se aposentou do Connecticut College ela viajou muito e mais tarde morreu de embolia pulmonar em 29 de julho de 1954, enquanto se recuperava de uma fratura no quadril. Ela foi enterrada dois dias depois, em 31 de julho de 1954, em Springfield, Massachusetts.

## Publicações
- Blunt, Katharine & Bertram, E. Mary (1936). As perdas de cálcio no cozimento da couve. Oregon: Faculdade Agrícola do Estado de Oregon[5]
- Blunt, Katharine, Katharine (1930). Ultraviolet light and vitamin D in nutrition. Chicago: University of Chicago Press. OCLC 701695607
- Blunt, Katharine & Moore, C. (1923). Estudos Experimentais da Vitamina A: Alguns Efeitos Clínicos e Anatômicos em Filhotes e Ratos. Portland, Oregon [6]
- Blunt, Katharine, Katharine (1918). Food and the war: a textbook for college classes. Boston: Houghton Mifflin. OCLC 597517316

## Prêmios e honras
- 1905-06 Bolsa Mary Richardson e Lydia Pratt Babbott, 1905-06
- 1936 Doutores em Direito, Universidade Wesleyana[7]
- 1937 Doutores em Direito, Mt. Holyoke College[7]
- 1943 Doutores em Direito, Connecticut College[7]
- Graduação destacada em 1941, Universidade de Chicago[7]
- Prêmio de Cidadania de 1949, Clube Masculino da Congregação Beth El.[7]
- Prêmio de Cidadania de 1952, Grande Loja de Connecticut, Filhos da Itália[7]
- Membro de 1954, American Chemical Society[7]
- Bolsista de 1954, Associação Americana para o Avanço da Ciência[7]

## Legado
Quando Blunt morreu, ela deixou um prédio de apartamentos na 640 Williams Street para o Connecticut College. Em 1946, foi anunciado que um dos novos dormitórios do Connecticut College seria nomeado em homenagem a Blunt. A Katharine Blunt House (mais frequentemente chamada de "KB") está localizada no campus norte dos dormitórios da faculdade e abriga alunos de todos os sexos e anos de aula.